# Jemdet Nasr
Jemdet Nasr is een archeologische vindplaats in het moderne Irak. De naam wordt ook gebruikt voor de vroege bronstijdcultuur van zuidelijk Mesopotamië, de Jemdet Nasr-periode, die tot bloei kwam aan het begin van het 3e millennium v.Chr.
De locatie van Jemdet Nasr is in eerste instantie in 1926 en 1928 verkend door een team van Britse en Amerikaanse archeologen onder leiding van Stephen Langdon. Opgravingen op de tell werden in 1988 hervat door de British School of Archaeology in Iraq onder leiding van Roger J. Matthews. De onderzoekers ontdekten een groot gebouw met een archief van teksten in proto-spijkerschrift met zegelafdrukken, alsook rolzegels. Het gevonden aardewerk, polychroom beschilderd, is van groot belang voor de bepaling van de laag van de Jemdet Nasr-periode op andere locaties.